# Hipposideros obscurus
Hipposideros obscurus är en fladdermusart som först beskrevs av Peters 1861.  Hipposideros obscurus ingår i släktet Hipposideros och familjen rundbladnäsor. IUCN kategoriserar arten globalt som livskraftig. Inga underarter finns listade i Catalogue of Life.
Arten förekommer i Filippinerna med undantag av ögruppens västra delar. Den lever i olika slags skogar i låglandet och i bergstrakter upp till 1100 meter över havet. Hipposideros obscurus vilar främst i grottor men den hittades även i gruvor, bergssprickor och trädens håligheter.